# Theo Bos (wielrenner)

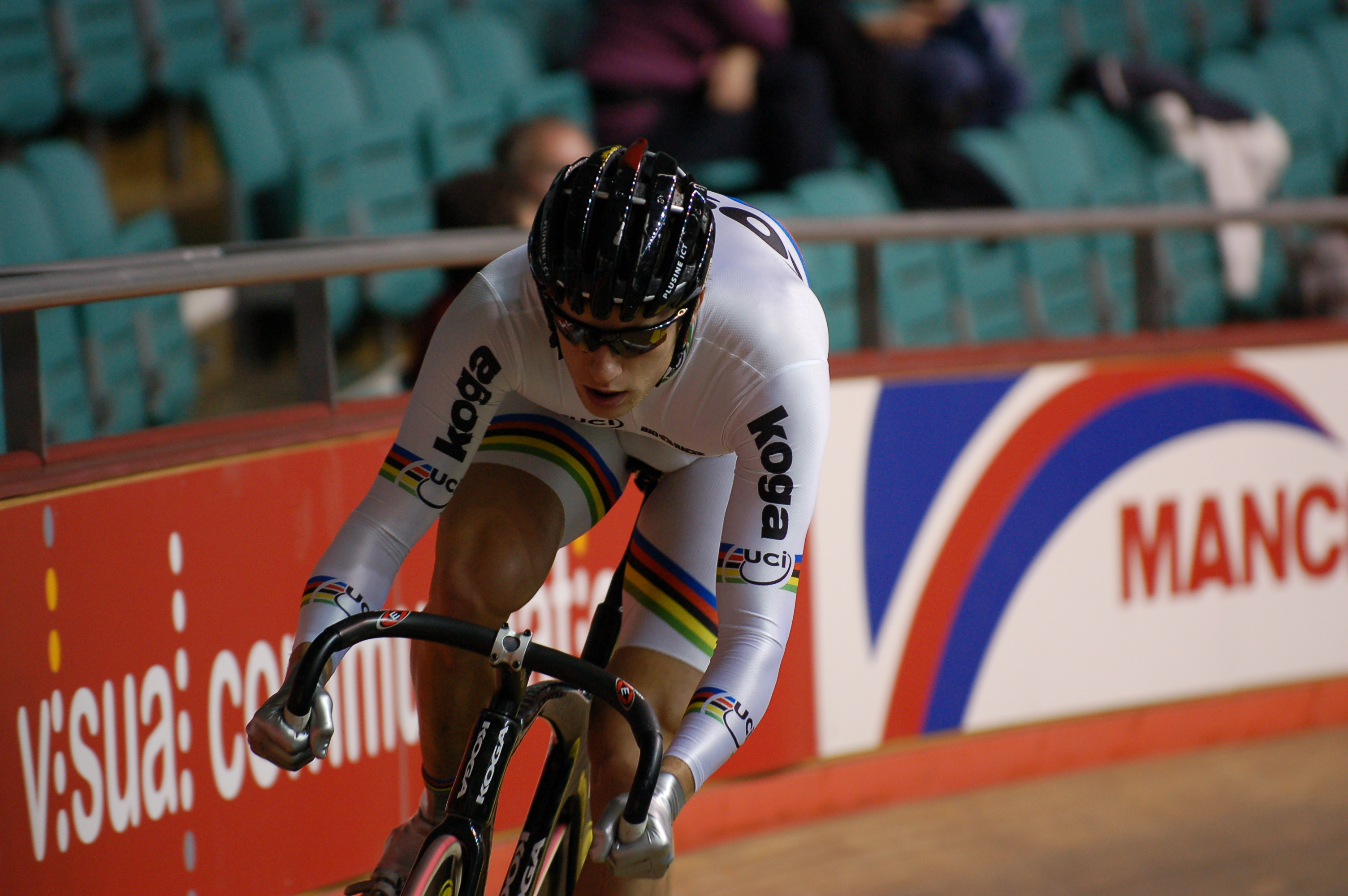
Bos in Manchester in 2007.

Theo Bos (Hierden, 22 augustus 1983) is een Nederlands voormalig wielrenner. Hij is de jongere broer van schaatser Jan Bos. Hij werd vijfmaal wereldkampioen, op drie verschillende onderdelen. 

## Biografie
Bos heeft zijn havo-diploma behaald aan het Christelijk College Nassau-Veluwe in Harderwijk. Daarna heeft hij via het Voortgezet Algemeen Volwassenenonderwijs zijn vwo-diploma behaald.

### Baanwielrennen
Zijn eerste titel haalde Bos als 18-jarige in 2001, toen hij bij de junioren wereldkampioen baanwielrennen op de 1 km werd. Hetzelfde jaar kwam hij al uit bij de senioren. In de leeftijdsklasse onder 23 jaar haalde hij drie Europese titels.
Zijn grote doorbraak bij de professionals kwam in 2004. Dat jaar werd hij wereldkampioen sprint bij de senioren en won hij brons op de 1km tijdrit. Hij was de eerste Nederlandse wereldkampioen sprint sinds Leijn Loevesijn in 1971. Later dat jaar deed hij mee aan de Olympische Spelen, waar hij op de sprint een zilveren medaille won. Met zijn oudere broer Jan en Teun Mulder werd hij zesde op de teamsprint. Dat jaar werd hij onderscheiden met de eerste Gerrie Knetemann Bokaal voor de meest talentvolle wielrenner onder de 23 jaar.
In 2005 werd Bos wereldkampioen op de 1000 meter tijdrit en won hij zilver op de teamsprint samen met Teun Mulder en Tim Veldt. Een jaar later werd hij in Bordeaux wereldkampioen keirin en wist hij zijn wereldtitel op het "Koningsnummer", de sprint, te heroveren. Ook in 2007 wist hij zijn wereldtitel sprint te behouden. Op de keirin werd hij tweede.
Op 16 december 2006 verbeterde Bos tijdens een wereldbekerwedstrijd in Moskou het prestigieuze wereldrecord 200 meter met vliegende start. Hij legde de afstand af in 9,772 seconde. Vijf dagen later werd hij uitgeroepen tot Sportman van het jaar 2006.
Zijn volgende doel was goud op de Olympische Zomerspelen 2008. Daarvoor kreeg hij de beschikking over een futuristische Kimera-fiets, die speciaal voor hem gemaakt werd door Koga-Miyata. De ontwikkeling ervan kostte 500.000 euro. Bij de keirin kwam hij echter in de tweede ronde ten val. Ook op het onderdeel teamsprint won hij geen medaille.
Op 21 maart 2007 tekende Bos een contract bij de Rabobankwielerploeg. Dit gebeurde in Alkmaar in het bijzijn van directeur wielerploegen van de bank, Theo de Rooij. Bos ging geen deel uitmaken van een van de ploegen, maar werd op zelfstandige basis ondersteund. Toch reed hij na de Tour de France van 2007 een aantal wegcriteriums, zoals de Acht van Chaam en de ronde van Wateringen.
Vanaf augustus 2017 maakte Bos onderdeel uit van BEAT Cycling Club. Hier vormde hij een team samen met Roy van den Berg en Matthijs Büchli. Dit team werd gecoacht door Tim Veldt.
Op het Wereldkampioenschap baanwielrennen 2019 in Pruszków pakte Bos een zilveren medaille op het onderdeel 1 kilometer tijdrit.

### Wegwielrennen
Op 16 september 2008 maakt Karsten Kroon in zijn column in het Dagblad van het Noorden bekend dat Bos volgend jaar op de weg zal gaan rijden.
Op 24 november 2008 werd bekend dat Bos in 2009 de overstap zou maken naar de opleidingsploeg van Rabobank.
Tijdens de Ronde van Turkije in april 2009 haalde Bos uitgebreid het nieuws. De ex-baanrenner trok klassementsleider Daryl Impey in de massasprint van de slotrit onderuit. Volgens Bos was er geen sprake van kwade opzet. Het kwam hem wel op forse kritiek te staan. Lance Armstrong liet via Twitter weten dat Bos in zijn ogen een schorsing verdiende. De UCI schorste hem uiteindelijk ook voor een maand.
Op 25 september 2009 werd bekendgemaakt dat Bos in 2010 voor Cervélo zal uitkomen. Eerder was hij al tot het besluit gekomen om te vertrekken bij Rabobank.
Namens Cervélo reed Bos een goede Ronde van Qatar. Hij werd twee keer vierde in de sprint tussen de grote mannen, en hij hield de ploeg bij tijdens de ploegentijdrit. In 2010 won Bos de Clásica de Almería. Hij sprintte verrassend favoriet Cavendish uit het wiel. Deze overwinning was volgens Bos een bekroning op zijn werk deze winter en volledig te danken aan zijn nieuwe team. Hij reed dat jaar ook de Vuelta, maar door een val in de zeventiende etappe viel hij voortijdig uit.
In augustus 2010 werd bekend dat de Cervélo-ploeg ophoudt te bestaan. Daarom kwam Bos het volgende seizoen weer uit voor de Rabobank.
Hij heeft in 2011 bij Rabobank zijn eerste overwinning behaald. Hij won deze in de Ronde van Oman.
Op 24 augustus 2013 werd Bos naar huis gestuurd, vlak voor de start van de Vuelta. De reden hiervoor zou zijn dat bij Bos lage cortisol waarden gemeten zijn tijdens een reguliere UCI pre-race controle. Ondanks dat hij volgens de UCI-regels had mogen starten, stuurde Belkin hem toch naar huis, omdat het team lid is van de MPCC (Mouvement Pour un Cyclisme Credible), die een schone wielersport bevordert.
Bos zorgde na de deceptie van het niet mogen starten in de Vuelta toch nog voor een mooi seizoenseinde door zes etappes te winnen in de Ronde van Hainan.

## Commentator
Bos was tijdens de Ronde van Frankrijk 2019 commentator/analist tijdens de etappes bij de finish, naast Herman van der Zandt.

## Trainer
In november 2021 zette Bos een punt achter zijn wielercarrière, na zijn deelname aan het NK teamsprint. Hij bleef betrokken bij de wielerploeg BEAT en ging aan de slag als coach van de baanwielrenners van China. Begin 2025 wordt hij bondscoach van de Nederlandse BMX-ploeg.

## Palmares

### Baanwielrennen
| Jaar | NK                                                           | EK                 | WK                            | Overig                                                                               |
| ---- | ------------------------------------------------------------ | ------------------ | ----------------------------- | ------------------------------------------------------------------------------------ |
| 2002 | Keirin Sprint 1km tijdrit                                    | Keirin Sprint      |                               |                                                                                      |
| 2003 | Keirin Sprint 1km tijdrit                                    | Sprint 1km tijdrit |                               |                                                                                      |
| 2004 | Keirin Sprint                                                | Keirin             | Sprint 1km tijdrit            | OS Sprint, WB Moskou 1km tijdrit, Ploegsprint Athene                                 |
| 2005 |                                                              |                    | Kilometer Team Sprint         | WB Los Angles 1km tijdrit, Ploegsprint WB Sydney Keirin, Sprint WB Manchester Sprint |
| 2006 | Keirin Sprint                                                |                    | Sprint Keirin                 | WB Sydney Keirin, Ploegsprint WB Moskou Sprint                                       |
| 2007 | Keirin Sprint                                                |                    | Sprint Keirin                 | WB Peking Sprint, Ploegsprint                                                        |
| 2008 |                                                              | Omnium             | Ploegsprint                   |                                                                                      |
| 2010 | Koppelkoers (met Peter Schep)                                |                    |                               |                                                                                      |
| 2011 |                                                              |                    | Koppelkoers (met Peter Schep) |                                                                                      |
| 2012 | 250m 1km tijdrit                                             |                    |                               |                                                                                      |
| 2015 | Omnium Sprint 1km tijdrit Ploegsprint                        |                    |                               |                                                                                      |
| 2016 |                                                              |                    | 1km tijdrit                   |                                                                                      |
| 2017 | Ploegsprint (met Matthijs Büchli en Roy van den Berg) Sprint |                    | Ploegsprint                   |                                                                                      |
| 2018 | Ploegsprint (met Matthijs Büchli en Roy van den Berg)        |                    | 1km tijdrit                   | WC Minsk Teamsprint (met Matthijs Büchli en Roy van den Berg) en Sprint              |
| 2019 | 1km tijdrit keirin                                           | 1km tijdrit        | 1km tijdrit                   | WC Hongkong Keirin · WC Minsk Teamsprint                                             |

### Wegwielrennen
2007
- Sprint Enkhuizen

2009
- Prova de Abertura
- Ronde van Noord-Holland
- Omloop van de Kempen
- Ploegentijdrit, 1e, 2e en 4e etappe Olympia's Tour

2010
- Clásica de Almería
- 5e etappe Ronde van Murcia
- 1e en 2e etappe Ronde van Castilië en León

2011
- 1e en 3e etappe Ronde van Oman
- Tour de Rijke
- 6e etappe Ronde van Denemarken
- Dutch Food Valley Classic

2012
- Dwars door Drenthe
- 1e en 8e etappe Ronde van Turkije
- 3e etappe Eneco Tour
- Dutch Food Valley Classic
- 2e etappe World Ports Classic
- Memorial Rik van Steenbergen

2013
- 2e etappe Ronde van de Algarve
- 1e en 2e etappe Ronde van Langkawi
- 1e etappe Internationaal Wegcriterium
- 3e etappe Ronde van Noorwegen
- 1e etappe Ster ZLM Toer
- 2e, 3e, 4e, 5e, 7e en 9e etappe Ronde van Hainan

2014
- 2e, 7e, 8e en 9e etappe Ronde van Langkawi
- Eindklassement World Ports Classic
- Puntenklassement World Ports Classic
- Ronde van Zeeland Seaports
- 3e etappe Ronde van Polen
- 4e etappe Ronde van Alberta
- 3e etappe Eurométropole Tour

### Resultaten in voornaamste wegwedstrijden
| Jaar | Ronde van Italië | Ronde van Frankrijk | Ronde van Spanje |
| ---- | ---------------- | ------------------- | ---------------- |
| 2010 |                  |                     | opgave           |
| 2011 |                  |                     |                  |
| 2012 | opgave           |                     |                  |
| 2015 |                  |                     |                  |

| Jaar | Gent-Wevelgem | Parijs-Roubaix | Cyclassics Hamburg |
| ---- | ------------- | -------------- | ------------------ |
| 2010 | 59e           | 53e            |                    |
| 2011 |               | opgave         |                    |
| 2012 |               |                | 111e               |
| 2015 | opgave        | opgave         | opgave             |

| Resultaten in kleinere rondes |                    |                  |                   |                     |                   |                      |
| Jaar                          | Ronde van Langkawi | Ronde van Oman   | Ronde van Turkije | World Ports Classic | Eneco Tour        | Ronde van Denemarken |
| 2009                          |                    |                  | 53e               |                     |                   |                      |
| 2010                          |                    |                  |                   |                     |                   | 73e                  |
| 2011                          |                    | 117e (2 etappes) |                   |                     | opgave            | 88e (1 etappe)       |
| 2012                          |                    |                  | 125e (2 etappes)  | 32e (1 etappe)      | opgave (1 etappe) | 102e                 |
| 2013                          | opgave (2 etappes) |                  | opgave            |                     | opgave            | 108e                 |
| 2014                          | 58e (4 etappes)    |                  | 134e              | 1e                  |                   |                      |

## Ploegen
- 2009- Rabobank Continental Team
- 2010- Cervélo TestTeam
- 2011- Rabobank
- 2012- Rabobank
- 2013- Belkin Pro Cycling [a]
- 2014- Belkin Pro Cycling
- 2015- MTN-Qhubeka
- 2016- Team Dimension Data
- 2017- BEAT Cycling Club
- 2018- BEAT Cycling Club
- 2019- BEAT Cycling Club

1. ↑  Tot de Ronde van Frankrijk heette de ploeg Blanco-Pro Cycling Team, maar na het aantrekken van Belkin als hoofdsponsor werd de naam veranderd.

## Trivia
- Bos is ook schaatser op de langebaan: in zijn jeugd deed hij mee aan het NK sprint voor junioren.
- Theo is de broer van Jan Bos, langebaanschaatser, die de eerste Nederlandse wereldkampioen sprint werd.